# Nina Rauprich
Nina Rauprich (* 20. Februar 1938 in Bielefeld) ist eine deutsche Kinder- und Jugendbuchautorin.
Rauprich erlernte erst den Beruf der landwirtschaftlich-technischen Assistentin, studierte dann Pflanzenzüchtung und Landwirtschaft in Göttingen, absolvierte dann eine Schauspielausbildung am Max-Reinhardt-Seminar in Berlin und arbeitete dann mehrere Jahre als Bühnen-, Film- und Fernsehschauspielerin. Nach ihrer Heirat und der Geburt ihrer drei Kinder begann sie zu schreiben, zunächst nur für ihre eigenen Kinder. Seit 1978 publiziert sie Kinder- und Jugendbücher, die Probleme des Umwelt- und Artenschutzes, Schwierigkeiten sozialer Randgruppen, Familienkrisen etc. thematisieren.
Nina Rauprich lebt in Bad Münstereifel.

## Werke (Auswahl)
- Martin und sein Ki-Wau-Miau
- Spöki und der Fernseher
- Ich bin 16 und lebe im Friedensdorf
- Lena ist anders
- Lasst den Uhu leben, 1985
- Die sanften Riesen der Meere, 1990
- Das Mädchen unter der Brücke, 1993
- Die abenteuerliche Flucht des Carl Kroll, 1994
- Das Jahr mit Anne, 1997
- Köln-Leipzig und zurück, 2000
- Insel der Elefanten, 2003
- Vorstadtroulette, 2006
- Was ist los mit meinem Bruder
- Im Schatten des großen Shiva
- Wie Wölfe in der Nacht, 2001

## Preise und Auszeichnungen
- Friedrich-Gerstäcker-Preis 1994 für Die abenteuerliche Flucht des Carl Kroll.